# Bressana Bottarone
Bressana Bottarone (Barsàna Butaron in dialetto oltrepadano) è un comune italiano di 3 483 abitanti della provincia di Pavia in Lombardia. Sorge nella pianura dell'Oltrepò Pavese, alla destra del fiume Po, presso la confluenza del torrente Coppa.

## Storia
In quello che oggi è il comune di Bressana Bottarone nacque, il 31 gennaio 1813, il politico Agostino Depretis, otto volte Presidente del Consiglio dei ministri del Regno d'Italia tra il 1876 ed il 1887. 

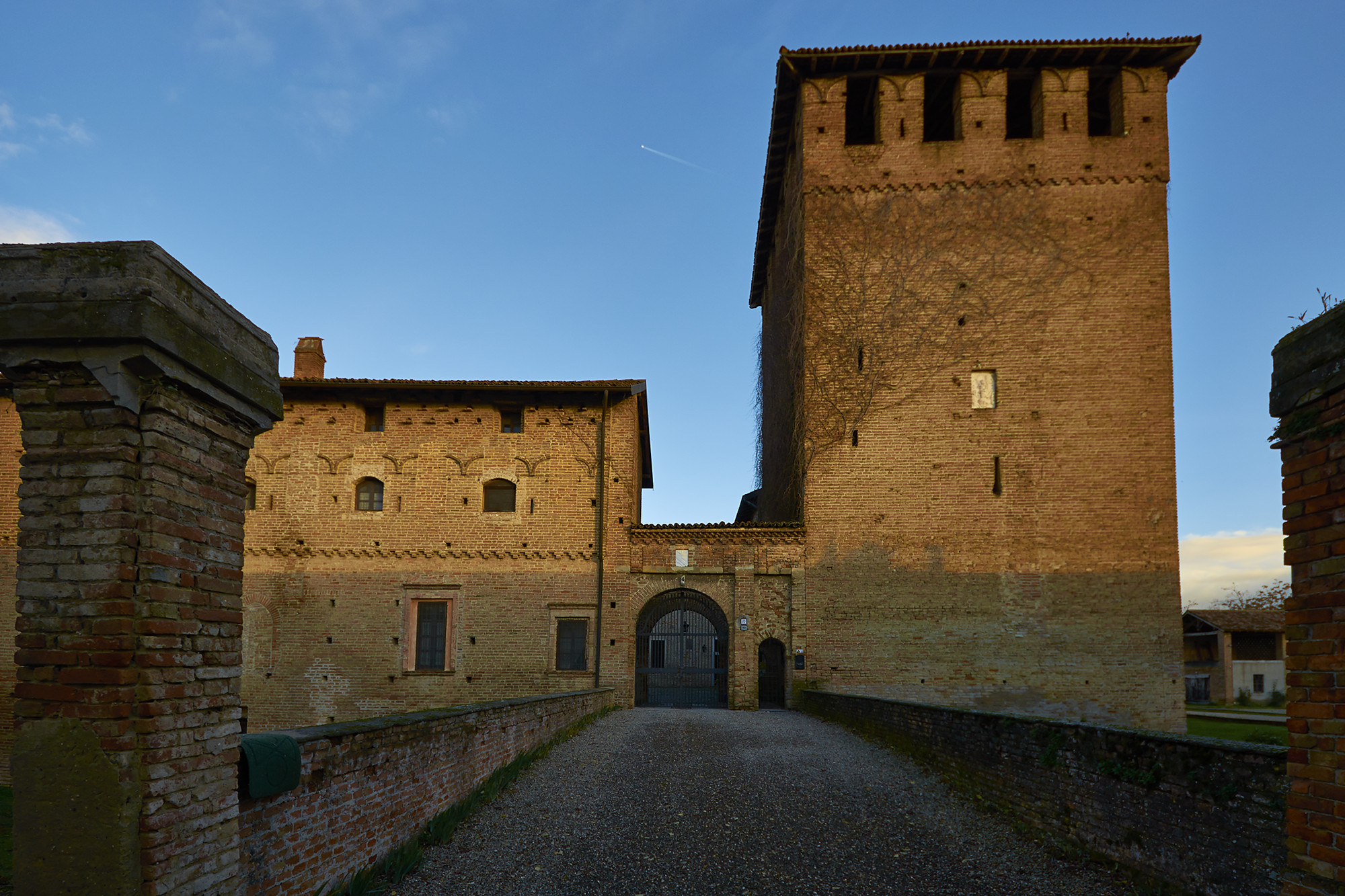
Entrata del castello di Argine

Il comune di Bressana Bottarone, appartenente alla provincia di Pavia, venne costituito nel 1928 con i soppressi comuni di Bottarone e Bressana (R.D. 10 agosto 1928, n. 2044). In base alla legge sull'amministrazione locale emanata nel 1926, il comune veniva amministrato da un podestà. In seguito alla riforma dell'ordinamento comunale disposta nel 1946 il comune di Bressana Bottarone venne amministrato da un sindaco, da una giunta e da un consiglio. Nel 1971 il comune di Bressana Bottarone aveva una superficie di 1.305 ettari.
Il Municipio fu eretto nel 1937. La variante della Strada Statale dei Giovi, che prima attraversava Bressana, fu completata tra il 1929 e il 1931.
La Chiesa fu costruita nel 1844 e ampliata con l'aggiunta delle due navate laterali nel 1922-25. Fu dichiarata succursale autonoma nel 1844 e parrocchia con decreto vescovile il 6 febbraio 1953. Primo Parroco fu Don Pietro Stringa, già curato in luogo. Prima di essere eretta in parrocchia, ecclesiasticamente era detta Bressana d'Argine.

### Simboli
Lo stemma e il gonfalone sono stati concessi con decreto del presidente della Repubblica del 29 luglio 1993.
Nello stemma sono raffigurati una riproduzione del castello di Argine, la lettera B, iniziale del toponimo, e tre stelle che simboleggiano le tre principali frazioni che formano il comune: Bressana, Bottarone e Argine.
Il gonfalone è un drappo di bianco.

## Monumenti e luoghi d'interesse
- Castello di Argine: è una fortificazione situata nell'omonima frazione. L'edificio è posto ai margini del centro abitato, non lontano dal corso del torrente Coppa di Argine, in aperta pianura Padana.
- Chiesa parrocchiale di San Giovanni Battista: eretta nel 1844 e ampliata con l'aggiunta delle due navate laterali tra il 1922 e il 1925.
- Casa del Comune: Costruzione polivalente in stile fascista.

Chiesa di San Giovanni Battista

## Società

### Evoluzione demografica
Abitanti censiti

## Infrastrutture e trasporti

### Ferrovie
Nella frazione di Bottarone è presente una stazione ferroviaria ubicata alla diramazione delle linee Milano-Genova e Pavia-Stradella. Nel comune di Bressana è presente inoltre una fermata, Bressana Argine, sulla linea Pavia-Stradella, voluta da Agostino Depretis e per tale motivo ancora oggi soprannominata ferrovia Depretis.

## Sport

### Calcio
La squadra di calcio cittadina è l'A.S.D. Bressana 1918 che milita nel campionato di Prima Categoria.